# Bödeháza
Bödeháza ist eine ungarische Gemeinde im Kreis Lenti im Komitat Zala. Zur Gemeinde gehört der Ortsteil Szentistvánlak.

## Geografische Lage
Bödeháza liegt ungefähr zehn Kilometer nordwestlich der Stadt Lenti, an dem kleinen Fluss Határ-patak, 500 Meter von der Grenze zu Slowenien entfernt. Die Nachbargemeinde ist Gáborjánháza. Jenseits der Grenze liegen in jeweils zwei Kilometer Entfernung die slowenischen Orte Kamovci und Žitkovci.

## Geschichte
Der Ort wurde bereits 1389 unter dem Namen Bedehaza schriftlich erwähnt. 1939 kam es zum Zusammenschluss mit der benachbarten Gemeinde Szentistvánlak, die ursprünglich den Namen Jósecz trug.

## Sehenswürdigkeiten
- Freundschafts-Park (Barátság Park)
  - Im Park befindet sich das Denkmal Határtalan Madár, das von Anita Balog und László Árvay erschaffen wurde.
- Römisch-katholische Kirche Szent István király, erbaut 1943, im Ortsteil Szentistvánlak
- Römisch-katholische Kirche Urunk mennybemenetele, erbaut 1949
- Weltkriegsdenkmal (I-II. világháborús emlékmű)

## Verkehr
Durch Bödeháza verläuft die Nebenstraße Nr. 74126. Der nächstgelegene Bahnhof befindet sich acht Kilometer südöstlich in Rédics.

## Bilder

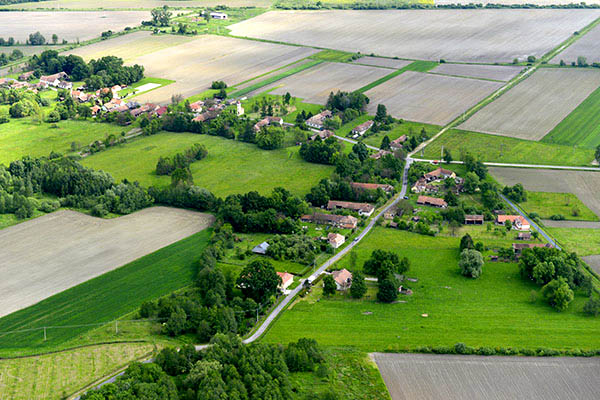
Luftbild von Bödeháza
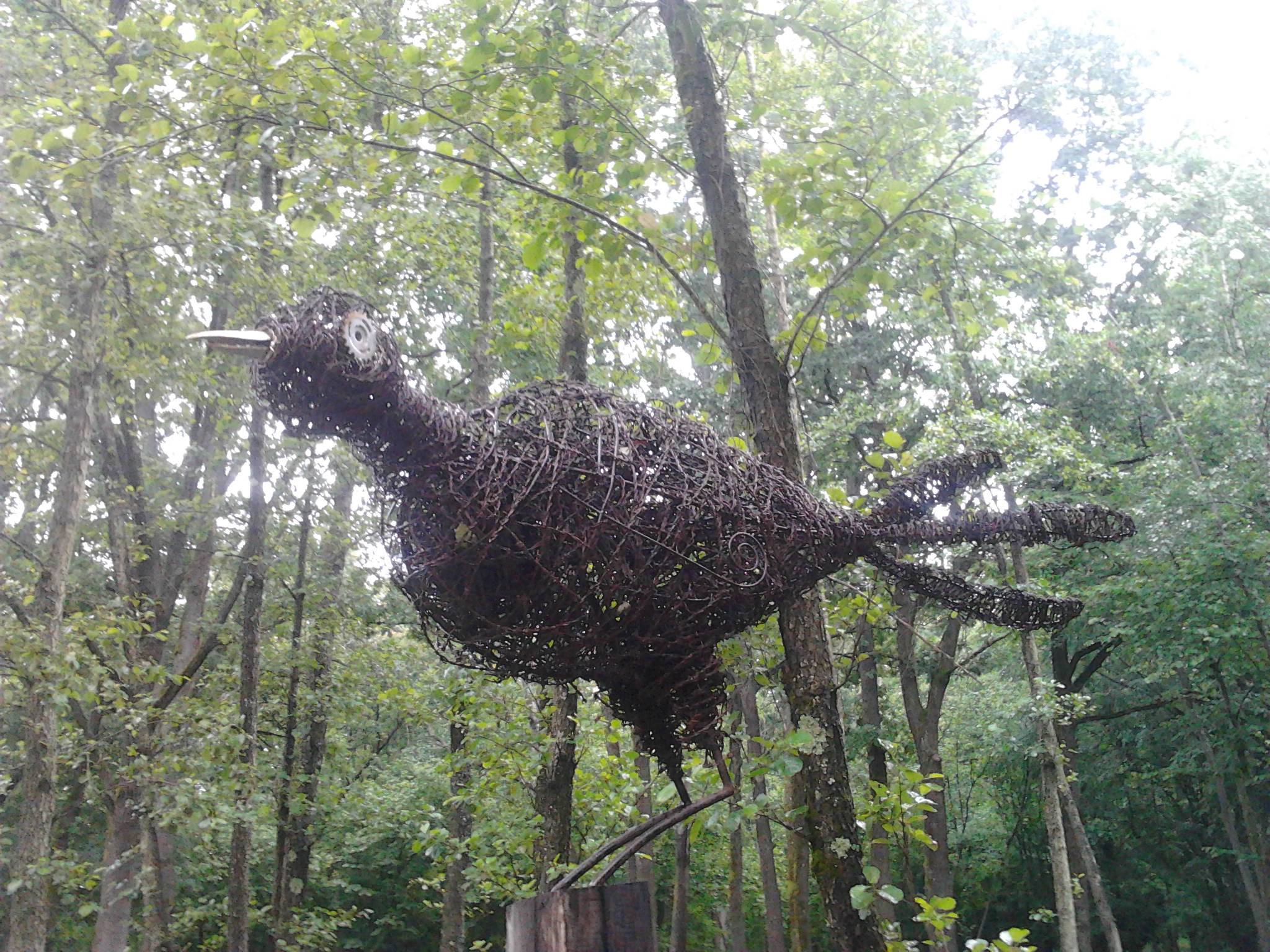
Denkmal Határtalan Madár